# AKROPOLIS
AKROPOLIS je spolek, založený 26. března 2007 v Uherském Hradišti a registrovaný původně u ministerstva vnitra jako občanské sdružení.
Snaží se poskytnout rodičům s malými dětmi a lidem pečujícím o osobu blízkou možnost aktivního využití volného času a možnost dalšího vzdělání, které by usnadnilo mimo jiné návrat do práce po mateřské (rodičovské) dovolené.
Provozuje rodinné centrum AKROPOLIS, které zajišťuje realizaci kurzů, seminářů a přednášek pro dospělé současně se službou hlídání dětí v průběhu těchto aktivit.